# Gare de Gray
Gare de Gray – stacja kolejowa w Gray, w departamencie Górna Saona, w regionie Burgundia-Franche-Comté, we Francji.
Jest stacją Société nationale des chemins de fer français (SNCF), obsługiwaną przez pociągi TER Franche-Comté.